# Seo Young-woo
Seo Young-woo (Seosan, 27 ottobre 1991) è un bobbista sudcoreano, medaglia d'argento olimpica nel bob a quattro a Pyeongchang 2018.

## Biografia
Compete dal 2010 come frenatore per la nazionale sudcoreana. Esordì in Coppa del Mondo nella stagione 2010/11 classificandosi quindicesimo a Park City nel bob a due, ottenne il suo primo podio il 28 novembre 2015 ad Altenberg nel bob a due e la sua prima vittoria a Whistler il 22 gennaio 2016, sempre nella specialità a due e in coppia con Won Yun-jong.

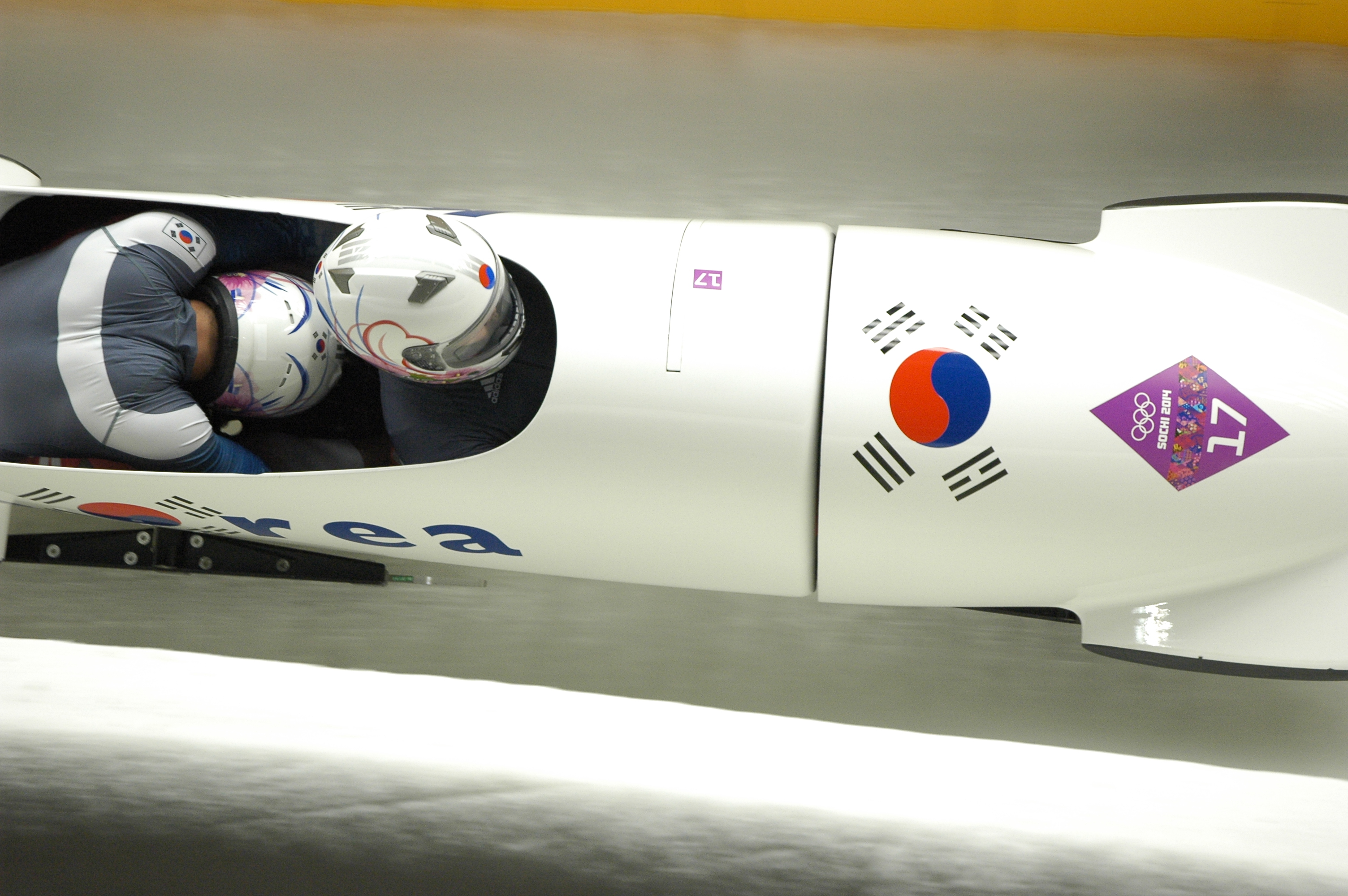
Seo Young-woo (dietro) e Won Yun-jong in gara ai Giochi di

Ha partecipato a due edizioni dei Giochi olimpici invernali: a Soči 2014 si classificò sedicesimo nel bob a due e diciottesimo nel bob a quattro. Quattro anni dopo, a Pyeongchang 2018, conquistò davanti al proprio pubblico la prima medaglia olimpica per la Corea del Sud (e in generale per una nazione asiatica) nella storia di questa disciplina: vinse infatti l'argento nel bob a quattro con i compagni Won Yun-jong, Jun Jung-lin, e Kim Dong-hyun; nella gara biposto si piazzò invece al sesto posto con Won Yun-jong.

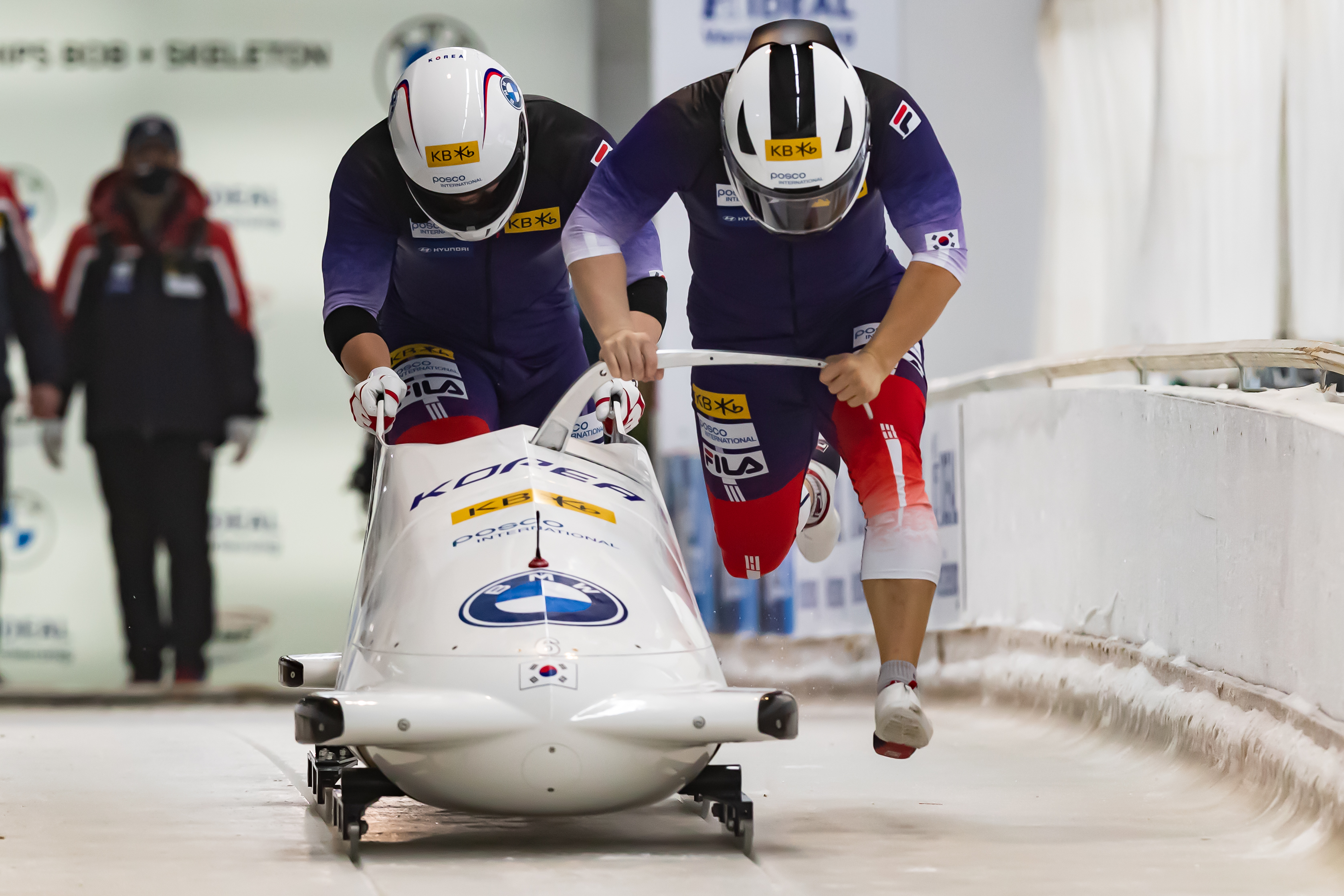
Seo Young-woo (dietro) e Won Yun-jong in gara ai campionati mondiali di Altenberg 2021

Prese inoltre parte a sei edizioni dei campionati mondiali; nel dettaglio i suoi risultati nelle prove iridate sono stati, nel bob a due: ventiseiesimo a Lake Placid 2012, quinto a Winterberg 2015, settimo a Igls 2016, ventunesimo a Schönau am Königssee 2017, settimo a Whistler 2019 e quindicesimo ad Altenberg 2021; nel bob a quattro: diciassettesimo a Lake Placid 2012 e diciottesimo a Winterberg 2015. 

## Palmarès

### Olimpiadi
- 1 medaglia:
  - 1 argento (bob a quattro a Pyeongchang 2018).

### Coppa del Mondo
- 6 podi (tutti nel bob a due):
  - 2 vittorie;
  - 4 terzi posti.

#### Coppa del Mondo - vittorie
| Data             | Luogo                | Paese    | Disciplina                      |
| ---------------- | -------------------- | -------- | ------------------------------- |
| 22 gennaio 2016  | Whistler             | Canada   | a due con Won Yun-jong (pilota) |
| 27 febbraio 2016 | Schönau am Königssee | Germania | a due con Won Yun-jong (pilota) |

### Circuiti minori

#### Coppa Europa
- 2 podi (nel bob a due):
  - 1 secondo posto;
  - 1 terzo posto.

#### Coppa Nordamericana
- 8 podi  (4 nel bob a due, 4 nel bob a quattro):
  - 4 vittorie (2 nel bob a due, 2 nel bob a quattro);
  - 1 secondo posto (nel bob a due);
  - 3 terzi posti (1 nel bob a due, 2 nel bob a quattro).